# Ayenia mexicana
Ayenia mexicana är en malvaväxtart som beskrevs av Porphir Kiril Nicolai Stepanowitsch Turczaninow. Ayenia mexicana ingår i släktet Ayenia och familjen malvaväxter. Inga underarter finns listade i Catalogue of Life.